# Phúc Vũ và Phiên Vân
Phúc Vũ Và Phiên Vân (tiếng Anh: 'Lethal Weapons Of Love And Passion') là một bộ phim truyền hình Hồng Kông do TVB phát hành ngày 05/01/2006. Phim dựa trên tiểu thuyết của nhà văn Hoàng Dịch. Phim dài 40 tập với sự tham gia của các diễn viên: Lâm Phong, Xa Thi Mạn, Huỳnh Tông Trạch, Quách Thiện Ni, Trần Mẫn Chi.

## Tóm tắt
Hai vũ khí sắc nét nhất trên thế giới,
Phúc Vũ kiếm và Phong Vân kiếm!
Mang theo gánh nặng của xung đột dân tộc.
Bàng Ban (Quách Chính Hồng) không thương tiếc đánh bại ba nhà sư bảo vệ thanh kiếm Phúc Vũ. Nhà sư sống sót lấy thanh kiếm và chạy trốn khi Lãng Phiên Vân (Khương Đại Vệ) đến ngăn chặn Bàng Ban. Nhà sư sau đó đã được tìm thấy bởi Hàn Bách (Huỳnh Tông Trạch) và đưa nó cho Yên Vương.
Nó được thiết lập trong giai đoạn đầu thời nhà Minh, sau khi lật đổ nhà Nguyên. Phong Hành Liệt (Lâm Phong là Hoàng tử Mông Cổ, mất những ký ức thời thơ ấu của mình trong một vụ thảm sát của Minh Thái Tổ. Hành Liệt thoát khỏi vụ thảm sát và lớn lên ở Trung Quốc, nơi anh trở thành bang chủ của một bang hội. Bàng Ban cố gắng bằng mọi cách để khơi lại trí nhớ thời thơ ấu của Hành Liệt và giúp anh ta trở thành một hoàng tử, hy vọng rằng Hành Liệt có thể dẫn dắt phiến quân Mông Cổ lật đổ nhà Minh. Tuy nhiên, Hành Liệt lại có ước mơ giúp người Mông Cổ và người Hán chung sống hòa thuận.

## Diễn viên
| Diễn viên         | Vai diễn              | Mô tả |
| ----------------- | --------------------- | --- |
| Lâm Phong         | Phong Hành Liệt       | Hoàng tử Mông Cổ Hậu duệ hoàng tộc triều Nguyên Đệ tử của Lệ Nhược Hải Từng là phu quân của Cận Băng Vân Bằng hữu tốt của Hàn Bách Người yêu của Tần Mộng Dao |
| Xa Thi Mạn        | Tần Mộng Dao          | Đệ tử Từ Hàng Tịnh Trai Muội muội của Cận Băng Vân Người yêu Phong Hành Liệt |
| Huỳnh Tông Trạch  | Hàn Bách/Hư Nhật Lãng | Con nuôi của quản gia phủ Vương gia - Hàn Thiên Đức Bằng hữu tốt của Phong Hành Liệt Con ruột của Hư Nhược Vô - Hư tướng quân Đồ đệ của Xích Tôn Tín, Lãng Phiên Vân và Phạm Lương Cực Người yêu của Khư Dạ Nguyệt |
| Quách Thiện Ni    | Cận Băng Vân          | Đệ tử Từ Hàng Tịnh Trai Si mê Bàng Ban, sau trở thành tình nhân Tập 26, tự sát qua đời |
| Trần Mẫn Chi      | Khư Dạ Nguyệt         | Con gái nuôi của Hư Nhược Vô - Hư tướng quân Người yêu Hàn Bách Tri kỷ của Chu Đệ |
| Quách Chính Hồng  | Bàng Ban              | Quân sư của Đại Hãn Mông Cổ Tông chủ của Ma Sư Cung Tình nhân của Cận Băng Vân Kẻ sát hại Hư Nhược Vô Tập 19, giao đấu với Lãng Phiên Vân bất phân thắng bại, cả hai đều trọng thương Tập 34, hy sinh toàn bộ công lực để cứu Phong Hành Liệt và qua đời                                                                 |
| Khương Đại Vệ     | Lãng Phiên Vân        | Đệ nhất cao thủ Trung Nguyên Bang chủ của Nộ Giao Bang Sư phụ của Hàn Bách Đối thủ được Bàng Ban kính trọng nhất Tập 19, giao đấu với Bàng Ban bất phân thắng bại, cả hai đều trọng thương Tập 38, bị Lý Xích Mị sát hại                                                                                                 |
| Mạch Trường Thanh | Chu Đệ                | Yến Vương Con trai thứ tư của Chu Nguyên Chương Tứ thúc của Chu Doãn Văn Bạn của Hàn Bách Tri kỷ của Hư Dạ Nguyệt Ở tập 38, xuất binh phản kháng Chu Doãn Văn Ở tập 40, đánh bại và bắt sống Chu Doãn Văn, sau đó buộc ông cạo đầu đi tu và ẩn cư trong rừng để hối lỗi. Về sau, Chu Đệ đăng cơ, trở thành Minh Thành Tổ |
| Trần Quốc Bang    | Phạm Lương Cực        | Bạn thân của Phong Hành Liệt, Tần Mộng Dao và Hư Dạ Nguyệt Ân sư của Hàn Bách Có tình cảm với Vân Thanh |

## Xếp hạng người xem
|   | Tuần                         | Tập phim | Điểm trung bình | Điểm đạt đỉnh | Tham khảo |
| - | ---------------------------- | -------- | --------------- | ------------- | --------- |
| 1 | 5–6 tháng 1, 2006            | 1 — 2    | 24              | —             | [ 1 ]     |
| 2 | 9–13 tháng 1, 2006           | 3 — 7    | 24              | —             | [ 2 ]     |
| 3 | 16–20 tháng 1, 2006          | 8 — 12   | 25              | —             | [ 3 ]     |
| 4 | 23–27 tháng 1, 2006          | 13 — 17  | 24              | —             | [ 4 ]     |
| 5 | 30 tháng 1 - 3 tháng 2, 2006 | 18 — 23  | 22              | —             | [ 5 ]     |
| 6 | 6–10 tháng 2, 2006           | 24 — 28  | 24              | —             | [ 6 ]     |
| 7 | 13–17 tháng 2, 2006          | 29 — 33  | 23              | —             | [ 7 ]     |
| 8 | 20–24 tháng 2, 2006          | 34 — 38  | 24              | —             | [ 8 ]     |
| 8 | 25 tháng 2, 2006             | 39 — 40  | 23              | —             | [ 9 ]     |

## Giải thưởng và đề cử
Giải Thường niên TVB lần thứ 39 (2006) 
- "Phim hay nhất"